# Třída Durandal
Třída Durandal byla třída torpédoborců francouzského námořnictva. Celkem byly postaveny čtyři jednotky této třídy. Francouzské námořnictvo je provozovalo od roku 1899. Jeden ve službě ztroskotal. Ostatní byly vyřazeny. Derivátem této třídy byly rovněž čtyři osmanské torpédoborce třídy Samsun.

## Stava
Celkem byly postaveny čtyři jednotky této třídy. Objednány byly 25. srpna 1896 jako první francouzské torpédoborce. Postavila je loděnice Chantiers et Ateliers Augustin-Normand v Le Havre. Do služby byla přijaty v letech 1899–1900.
Jednotky třídy Durandal:
| Jméno           | Založení kýlu | Spuštěn         | Vstup do služby | Osud                                                   |
| --------------- | ------------- | --------------- | --------------- | ------------------------------------------------------ |
| Durandal (M0)   | 1896          | 11. února 1899  | červenec 1899   | Vyškrtnut 1919.                                        |
| Hallebarde (M1) | 1896          | 8. června 1899  | srpen 1899      | Vyškrtnut 1920.                                        |
| Fauconneau (M2) | 1897          | 2. dubna 1900   | červenec 1900   | Vyškrtnut 1921.                                        |
| Espingole (M3)  | 1897          | 28. června 1900 | září 1900       | Dne 4. února 1903 ztroskotal poblíž Cavalaire-sur-Mer. |

## Konstrukce

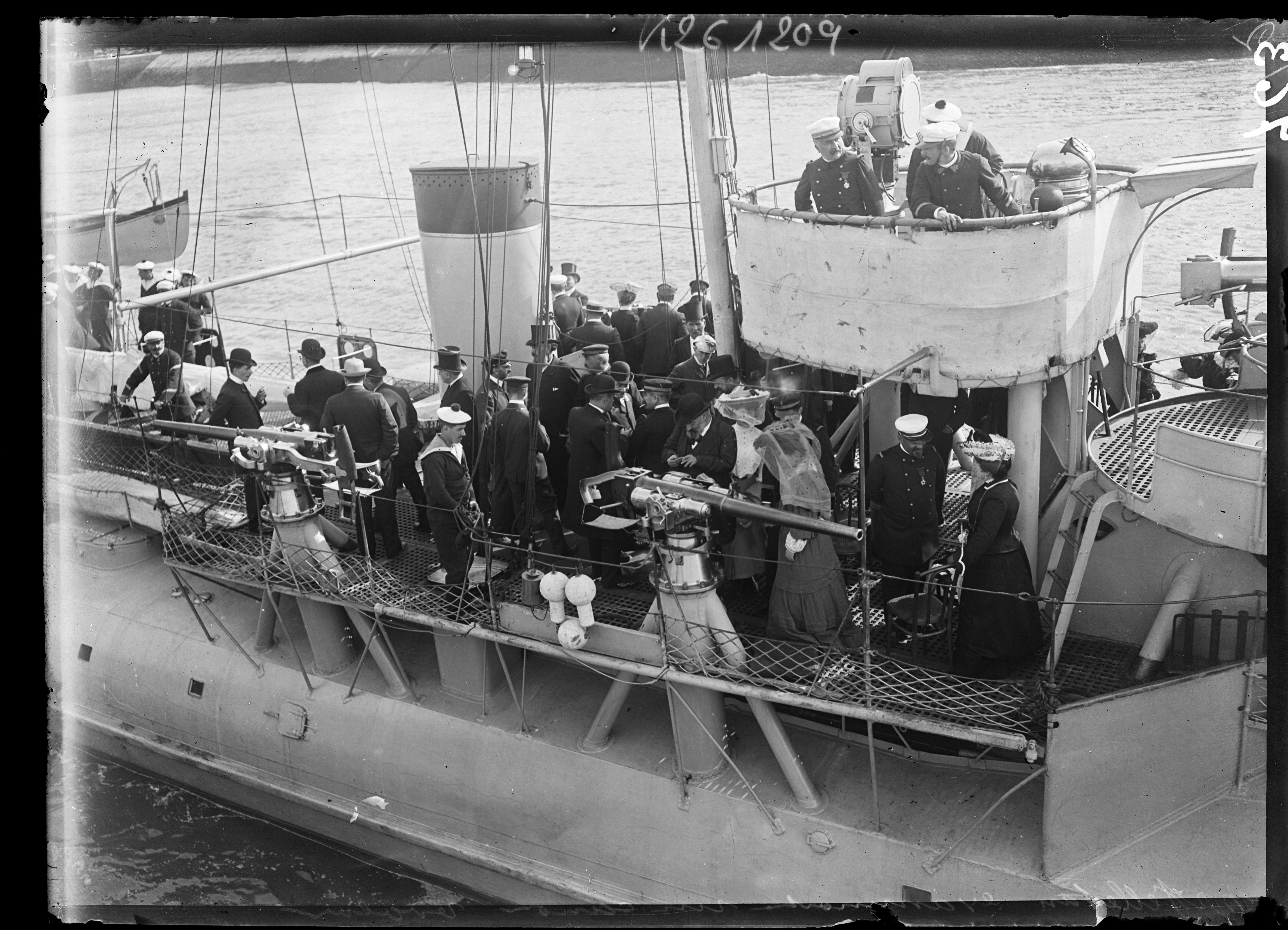
Můstek torpédoborce Durandal. Patrné jsou 47mm kanóny po jeho stranách.

Výzbroj představoval jeden 65mm kanón, šest 47mm kanónů a dva 380mm torpédomety. Pohonný systém tvořily dva kotle Normand a dva parní stroje s trojnásobnou expanzí o výkonu 4800 shp, pohánějící dva lodní šrouby. Spaliny odváděly dva komíny. Nejvyšší rychlost dosahovala 26 uzlů. Dosah byl 2300 námořních mil při rychlosti deset uzlů.

### Modifikace
Druhý pár měl zesílený trup a výtlak 306 tun. Během služby byla upravována výzbroj.